# نیو هوپ، شهرستان نیکولاس، ویرجینیای غربی
نیو هوپ (به انگلیسی: New Hope) یک منطقهٔ مسکونی در ایالات متحده آمریکا است که در شهرستان نیکولاس، ویرجینیای غربی واقع شده‌است.